# Austropusilla simoniana
Austropusilla simoniana is een slakkensoort uit de familie van de Raphitomidae. De wetenschappelijke naam van de soort is voor het eerst geldig gepubliceerd in 1974 door Kilburn.